# Vinaigre de Reims
Le vinaigre de Reims est un vinaigre de vin originaire de Reims.

## Présentation
Associé depuis de nombreux siècles aux vins de Champagne, le vinaigre de Reims est élaboré à partir des vins issus des cépages Chardonnay, Pinot Noir et Pinot Meunier. Il est vieilli durant 1 an ou 6 ans dans des fûts de chêne. 
Il a une couleur ambrée, il possède un parfum suave et un goût assez boisé. Il atteint 7° d’acide acétique.

## Histoire
Les vinaigres de vin rouge et de vin blanc existent en Champagne depuis l'apparition de la vigne dans cette région avec l'arrivée des Romains. Au XVIIIe siècle, les vinaigreries rémoises sont nombreuses, comme le montrent les Tableaux du maximum de l'année 1793, et atteignent leur apogée au XIXe siècle, avant qu'elles ne déclinent pour quasiment disparaître dans la deuxième moitié du XXe siècle. 
Héritière de secrets de fabrication depuis 1797, la maison Charbonneaux-Brabant est la seule à fabriquer et commercialiser les moutardes et vinaigres de Reims. 

## Modes de consommation
Ce vinaigre sert à l’assaisonnement des salades et des entrées, par exemple pour la vinaigrette. Le vinaigre de Reims, comme d'autres vinaigres haut de gamme, trouve depuis quelques années un renouveau d’intérêt par son utilisation dans la nouvelle cuisine, en y apportant une touche sobre de piquant et d'acidité.
« Le vinaigre de Reims aux saveurs très pointues et très délicates ne masque pas les saveurs des produits mais les valorise comme si sa finesse était au service du goût de chaque produit » selon Arnaud Lallement, le chef du restaurant L’Assiette champenoise à Tinqueux, près de Reims.

## Anecdote
Parmi les versions qui expliquent le surnom de « cornichons » donné aux Rémois, la plus simple et sans doute la plus plausible est que les vignerons champenois écoulaient leurs excédents de vins dans les vinaigreries de Reims qui produisaient aussi de la moutarde et des cornichons en bocaux. Les vignerons des alentours appelaient ainsi les ouvriers vinaigriers les « cornichons » et par extension tous les Rémois.